# Refuge d'Asinau
Le refuge d'Asinau (ou Asinao) est un refuge situé en Corse dans le massif du Monte Incudine, sur le territoire de la commune de Quenza.

## Caractéristiques
Le refuge est implanté sur le tracé du GR20, à 1 530 m d'altitude, en surplomb des bergeries d'Asinau sur le versant oriental du Monte Incudine (l'Incudine ou l'Alcudina en corse). En l'absence de dortoirs à la suite d'un incendie, les aménagements se réduisent à une zone de bivouac, des sanitaires et un abri temporaire gardés de mai/juin jusqu'à septembre/octobre. Les dates d'ouverture et de fermeture n'étant pas définies à l'avance, il faut se renseigner sur le site du parc naturel régional de Corse pour obtenir les informations exactes.

## Historique
Au début des années 1970, une cabane des bergeries d'Asinau servait encore d'abri aux randonneurs et alpinistes de passage, jusqu'à la construction en 1977 de ce « refuge d'Asinao » d'une capacité maximale de 28 places.
En mars 2016, un incendie a détruit le bâtiment principal du refuge. Sa reconstruction doit débuter en 2021.

## Accès
C'est le deuxième refuge (dans le sens sud-nord) présent sur le GR20 avant l'Incudine. Le refuge précédent (au sud) sur le GR20 est le refuge d'I Paliri. Le refuge suivant (au nord) sur le GR20 est le refuge de Matalza. Le refuge est également accessible depuis le hameau de Prugna à Quenza, par un sentier pédestre qui remonte la vallée du ruisseau de Saint-Antoine.